# Isis (sastav)
Isis je bio američki post-metal sastav iz Bostona. Nazvan je prema egipatskoj božici Izidi (engl.: Isis)

## Povijest sastava
Sastav su krajem 1997. osnovali Aaron Turner, Jeff Caxide, Chris Mereschuk i Aaron Harris. Objavili su nekoliko EP-a i split album sa sastavom Pig Destroyer prije nego što su 2000. snimili i prvi studijski album nazvan Celestial. Dok je taj album uglavnom sadržavao elemente heavy metala i hardcorea, već na idućem Oceanic iz 2002. znatno mijenaju svoju glazbu uvodeći elemente post-rocka i ambijentalne glazbe, što dovodi do stvaranja novog žanra: post-metala. Oceanic se i danas smatra ključnim izdanjem sastava, koji je obilježio njihovu daljnu karijeru. Progresiju prema post-rocku nastavljaju i na idućem albumu Panopticon, objavljenom 2004. Snimaju još dva studijska albuma, In the Absence of Truth 2006., te Wavering Radiant 2009. godine. Posljednji novi materijal koji su objavili bio je split album sa sastavom Melvins, prije nego što su objavili da prestaju s radom 2010. godine. Kao razlog naveli su da su "postigli sve što su htijeli i rekli sve što su htijeli reći". Posljednji nastup održali su 23. lipnja u Montrealu- istom mjestu gdje su održali i prvi nastup.
Godine 2014. promijenili su naziv službene Facebook stranice iz ISIS u Isis the band (Isis sastav), kako bi izbjegli mogućnost zabune s terorističkom organizacijom Islamske države, koja koristi isti naziv.

## Članovi sastava
Posljednja postava
- Jeff Caxide – bas-gitara (1997. – 2010.)
- Aaron Harris – bubnjevi (1997. – 2010.)
- Aaron Turner – vokal, gitara (1997. – 2010.)
- Michael Gallagher – gitara (1999. – 2010.)
- Bryant Clifford Meyer – klavijature (1999. – 2010.)

Ostali bivši članovi
- Chris Mereschuk – klavijature (1997. – 1999.)
- Randy Larsen – gitara (1998. – 1999.)
- Jay Randall – elektronički instumenti (1999. – 2000.)

## Diskografija
Studijski albumi
- Celestial (2000.)
- Oceanic (2002.)
- Panopticon (2004.)
- In the Absence of Truth (2006.)
- Wavering Radiant (2009.)

## Vanjske poveznice
- Službena stranica